# Prieuré Sainte-Frideswide d'Oxford
Le prieuré de sainte Frideswide d'Oxford est un prieuré de chanoines réguliers de saint Augustin.
Il est créé en 1122 par Gwymund, chapelain d'Henri Ier d'Angleterre. En 1522, le prieuré est cédé au cardinal Thomas Wolsey, qui choisit le site pour l'établissement d'un collège.
Ses biens sont attribués à la Christ Church d'Oxford et son église devient la cathédrale Christ Church d'Oxford.
Le couvent d'origine, fondé par Frideswide, est détruit en 1002.

## Source
- (en) Cet article est partiellement ou en totalité issu de l’article de Wikipédia en anglais intitulé « Priory of St Frideswide, Oxford » (voir la liste des auteurs).